# Frederik Hoppe (godsejer)
 Der er flere personer med dette navn, se Frederik Hoppe.
Frederik Hoppe (født 18. september 1770 i København, død 22. februar 1837 sammesteds) var en dansk godsejer, kammerherre og hofjægermester, bror til Johan Christopher Hoppe.
Han var søn af konferensråd Peder Hoppe og hustru og ejede 1803-05 Rosenfeldt og 1806-21 Sæbygård på Sjælland. Han blev kammerherre og hofjægermester.
Hoppe blev gift 14. december 1800 i Davinde Kirke med Josephine Marie Skeel (29. februar 1780 i Rellingen - 11. marts 1821 i København), datter af gehejmestatsminister Jørgen Erik Skeel og Anne Dorothea von Ahlefeldt.
Han havde med hende fire sønner, der døde uden at efterlade sig afkom, samt to døtre:
- Anna Sophie Elisabeth Hoppe (21. februar 1803 i København - 17. maj 1881 på Bækkeskov), gift 1823 med kammerherre, hofjægermester Christian Andreas Vind til Sanderumgård og Bækkeskov
- Eleonora Sophie Frederikke Hoppe (5. september 1807 på Sæbygård - 24. maj 1866 i Vedbæk), gift 1836 med kammerherre Georg Bernadotte Sehested (1808-1873)

Han er begravet i Holmens Kirkes kapel.